# Maria Haukaas Mittet
Maria Haukaas Mittet, z domu Storeng (ur. 3 sierpnia 1979 w Finnsnes) – norweska piosenkarka, kompozytorka i aktorka.
Uczestniczka drugiej norweskiej edycji programu Idol (2003). Reprezentantka Norwegii w 53. Konkursie Piosenki Eurowizji (2008).

## Życiorys
Wychowała się w norweskiej Senji. Debiut sceniczny zaliczyła, mając pięć lat. Profesjonalną karierę muzyczną zaczęła sześć lat później, występując w musicalu Annie wystawianym w Oslo. 
W 2004 zajęła szóste miejsce w drugiej norweskiej edycji programu typu talent show Idol. Z grupą dwunastu finalistów wzięła udział podczas trasy koncertowej Idol Tour 2004. Również w 2004 wydała debiutancki album studyjny pt. Breathing.
W 2008 reprezentowała Norwegię z piosenką „Hold On Be Strong” w 53. Konkursu Piosenki Eurowizji w Belgradzie. 20 maja wystąpiła w pierwszym półfinale konkursu i zakwalifikowała się do finału, rozgrywanego 24 maja. Zajęła w nim piąte miejsce. Po finale konkursu wydała drugi album studyjny, również zatytułowany Hold On, Be Strong. W 2009 z piosenką „Killing Me Tenderly”, nagraną w duecie z Sahlene, zakwalifikowała się do udziału w szwedzkich eliminacjach eurowizyjnych Melodifestivalen 2009. Zajęły siódme miejsce w czwartym półfinale konkursu, przez co nie zdobyły awansu do finału. Singiel dotarł do 10. miejsca krajowych list przebojów.
W czerwcu 2010 wydała trzeci, solowy album studyjny pt. Make My Day. W listopadzie 2011 wydała album pt. Lys imot mørketida, który nagrała z Gospelowym Chórem z Oslo. W 2014 zaprezentowała piąty album studyjny pt. Heim.

## Dyskografia

### Albumy studyjne
- Breathing (2005)
- Hold On, Be Strong (2008)
- Make My Day (2010)
- Lys imot mørketida (2011)
- Heim (2014)